# Jiří Vaněk
Jiří Vaněk (født 24. april 1978 i Prag, Tjekkoslovakiet) er en tjekkisk tennisspiller, der blev professionel i 1995. Han har, pr. maj 2009, endnu ikke vundet nogen ATP-turneringer, og har aldrig været længere end 2. runde i en Grand Slam-turnering.
Vaněk er 185 cm. høj og vejer 86 kilo.